# 림프절병증
림프절병증(lymphadenopathy, adenopathy)은 림프절의 질병으로, 크기, 수, 일관성이 비정상적이다. 가장 흔한 유형은 림프절에 염증이 생기는 림프절염(임파선염, 淋巴腺炎, lymphadenitis)이다.
이 용어의 영어 낱말 lymphadenopathy는 림프, 샘을 뜻하는 그리스어 낱말 αδένας(adenas), 질병을 뜻하는 παθεία(patheia)의 조합으로 만들어졌다.
림프절병증은 비특이성 질병이다. 병인에는 감염(사소한 것으로는 감기에서부터 위험한 것으로는 HIV/AIDS에 이르기까지), 자가면역질환, 암을 포함한다. 또, 림프절병증은 종종 특발성이면서 자가 회복 질환이다.

## 종류
- 국부 림프절병증(Localized lymphadenopathy)
- 전신성 림프절병증(Generalized lymphadenopathy)
  - 지속성 전신성 림프절병증(Persistent generalized lymphadenopathy, PGL)
- 양성 림프절병증
- 폐문 림프절병증
- 피부병 림프절병증